# Golenica
Golenica, tibija (latinsko tibia) ali piščal je kost, ki leži na medialni strani goleni. Na prerezu ima trioglato deblo (diafizo) in proksimalni okrajek (epifizo), ki je zgoraj dokaj raven in v stiku s stegnenico. Sestavljata jo dva čvrša – medialni (condylus medialis) in lateralni čvrš (condylus lateralis). Čvrša deli greben (eminentia intercondylaris), kjer se naraščata križni vezi. Zgornjo površino golenice sestavljata obe zgornji sklepni površini in medčvršni graben. Stranski (lateralni) čvrš ima spodaj ovalno sklepno ploskev (facies articularis fibularis) za sklep z mečnico. Pod čvršema je spredaj golenična grčavina (tuberositas tibiae), na katero se pripenja kita štiriglave stegenske mišice. Distalno ima golenica na medialni strani odrastek (malleolus medialis) notranji gleženj, spodaj pa je spodnja sklepna površina (facies articularis inferior) za sklep s skočnico. Na lateralni strani distalne epifize je zareza za mečnico (incisura fibularis) za stik z mečnico.